# Bocha nos Jogos Paralímpicos de Verão de 2012 - Individual BC4
A disputa da modalidade Individual classe BC4 da bocha nos Jogos Paralímpicos de Verão de 2012 foi realizada entre os dias 5 e 8 de setembro no Complexo ExCel em Londres.
A classe BC4 é composta por atletas com outras deficiências e que tenham dificuldade em arremessarem a bola. Homens e mulheres competem na mesma prova e todos são cadeirantes.

## Medalhistas
| Ouro   | BRA Dirceu Pinto      |
| Prata  | CHN Zheng Yuansen     |
| Bronze | BRA Eliseu dos Santos |

## Partidas preliminares
Uma partida preliminar foi realizada para determinar o chaveamento de 2 jogadores:
|  | Fase preliminar       |                       |   |
|  |                       |                       |   |
|  | ESP Jose Dueso Villar | ESP Jose Dueso Villar | 0 |
|  | CHN Zheng Yuansen     | CHN Zheng Yuansen     | 9 |

## Resultados

### Seção 1
|  | Oitavas de final      | Oitavas de final      | Oitavas de final   |                    |                       | Quartas de final      | Quartas de final | Quartas de final |  |  | Semifinais | Semifinais | Semifinais |  |
|  |                       |                       |                    |                    |                       |                       |                  |                  |  |  |            |            |            |  |
|  | BRA Eliseu dos Santos | BRA Eliseu dos Santos | 8                  |                    |                       |                       |                  |                  |  |  |            |            |            |  |
|  | BRA Eliseu dos Santos | BRA Eliseu dos Santos | 8                  |                    |                       |                       |                  |                  |  |  |            |            |            |  |
|  | CAN Josh vander Vies  | CAN Josh vander Vies  | 1                  |                    |                       |                       |                  |                  |  |  |            |            |            |  |
|  | CAN Josh vander Vies  | CAN Josh vander Vies  | 1                  |                    | BRA Eliseu dos Santos | BRA Eliseu dos Santos | 4                |                  |  |  |            |            |            |  |
|  |                       |                       |                    |                    | BRA Eliseu dos Santos | BRA Eliseu dos Santos | 4                |                  |  |  |            |            |            |  |
|  |                       |                       | HKG Yuk Wing Leung | HKG Yuk Wing Leung | 2                     |                       |                  |                  |  |  |            |            |            |  |
|  | POR Domingos Vieira   | POR Domingos Vieira   | HKG Yuk Wing Leung | HKG Yuk Wing Leung | 2                     | 0                     |                  |                  |  |  |            |            |            |  |
|  | POR Domingos Vieira   | POR Domingos Vieira   |                    |                    |                       |                       |                  |                  |  |  |            |            |            |  |
|  | HKG Yuk Wing Leung    | HKG Yuk Wing Leung    | 10                 |                    |                       |                       |                  |                  |  |  |            |            |            |  |
|  | HKG Yuk Wing Leung    | HKG Yuk Wing Leung    | 10                 |                    | BRA Eliseu dos Santos | BRA Eliseu dos Santos | 2                |                  |  |  |            |            |            |  |
|  |                       |                       |                    |                    |                       |                       |                  |                  |  |  |            |            |            |  |
|  |                       |                       | BRA Dirceu Pinto   | BRA Dirceu Pinto   | 4                     |                       |                  |                  |  |  |            |            |            |  |
|  | BRA Dirceu Pinto      | BRA Dirceu Pinto      | BRA Dirceu Pinto   | BRA Dirceu Pinto   | 4                     | 4                     |                  |                  |  |  |            |            |            |  |
|  | BRA Dirceu Pinto      | BRA Dirceu Pinto      |                    |                    |                       |                       |                  |                  |  |  |            |            |            |  |
|  | CZE Leoš Lacina       | CZE Leoš Lacina       | 2                  |                    |                       |                       |                  |                  |  |  |            |            |            |  |
|  | CZE Leoš Lacina       | CZE Leoš Lacina       | 2                  |                    | BRA Dirceu Pinto      | BRA Dirceu Pinto      | 3*               |                  |  |  |            |            |            |  |
|  |                       |                       |                    |                    | BRA Dirceu Pinto      | BRA Dirceu Pinto      | 3*               |                  |  |  |            |            |            |  |
|  |                       |                       | GBR Peter McGuire  | GBR Peter McGuire  | 3                     |                       |                  |                  |  |  |            |            |            |  |
|  | GBR Peter McGuire     | GBR Peter McGuire     | GBR Peter McGuire  | GBR Peter McGuire  | 3                     | 4                     |                  |                  |  |  |            |            |            |  |
|  | GBR Peter McGuire     | GBR Peter McGuire     |                    |                    |                       |                       |                  |                  |  |  |            |            |            |  |
|  | CAN Marco Dispaltro   | CAN Marco Dispaltro   | 3                  |                    |                       |                       |                  |                  |  |  |            |            |            |  |

### Seção 2
|  | Oitavas de final       | Oitavas de final       | Oitavas de final    |                     |                     | Quartas de final    | Quartas de final | Quartas de final |  |  | Semifinais | Semifinais | Semifinais |  |
|  |                        |                        |                     |                     |                     |                     |                  |                  |  |  |            |            |            |  |
|  | CHN Zheng Yuansen      | CHN Zheng Yuansen      | 7                   |                     |                     |                     |                  |                  |  |  |            |            |            |  |
|  | CHN Zheng Yuansen      | CHN Zheng Yuansen      | 7                   |                     |                     |                     |                  |                  |  |  |            |            |            |  |
|  | SVK Róbert Ďurkovič    | SVK Róbert Ďurkovič    | 1                   |                     |                     |                     |                  |                  |  |  |            |            |            |  |
|  | SVK Róbert Ďurkovič    | SVK Róbert Ďurkovič    | 1                   |                     | CHN Zheng Yuansen   | CHN Zheng Yuansen   | 3                |                  |  |  |            |            |            |  |
|  |                        |                        |                     |                     | CHN Zheng Yuansen   | CHN Zheng Yuansen   | 3                |                  |  |  |            |            |            |  |
|  |                        |                        | HKG Vivian Lau      | HKG Vivian Lau      | 1                   |                     |                  |                  |  |  |            |            |            |  |
|  | THA Sataporn Yoojaroen | THA Sataporn Yoojaroen | HKG Vivian Lau      | HKG Vivian Lau      | 1                   | 1                   |                  |                  |  |  |            |            |            |  |
|  | THA Sataporn Yoojaroen | THA Sataporn Yoojaroen |                     |                     |                     |                     |                  |                  |  |  |            |            |            |  |
|  | HKG Vivian Lau         | HKG Vivian Lau         | 4                   |                     |                     |                     |                  |                  |  |  |            |            |            |  |
|  | HKG Vivian Lau         | HKG Vivian Lau         | 4                   |                     | CHN Zheng Yuansen   | CHN Zheng Yuansen   | 12               |                  |  |  |            |            |            |  |
|  |                        |                        |                     |                     |                     |                     |                  |                  |  |  |            |            |            |  |
|  |                        |                        | GBR Stephen McGuire | GBR Stephen McGuire | 0                   |                     |                  |                  |  |  |            |            |            |  |
|  | ESP Jose Dueso Villar  | ESP Jose Dueso Villar  | GBR Stephen McGuire | GBR Stephen McGuire | 0                   | 4                   |                  |                  |  |  |            |            |            |  |
|  | ESP Jose Dueso Villar  | ESP Jose Dueso Villar  |                     |                     |                     |                     |                  |                  |  |  |            |            |            |  |
|  | CZE Radek Procházka    | CZE Radek Procházka    | 6                   |                     |                     |                     |                  |                  |  |  |            |            |            |  |
|  | CZE Radek Procházka    | CZE Radek Procházka    | 6                   |                     | CZE Radek Procházka | CZE Radek Procházka | 3                |                  |  |  |            |            |            |  |
|  |                        |                        |                     |                     | CZE Radek Procházka | CZE Radek Procházka | 3                |                  |  |  |            |            |            |  |
|  |                        |                        | GBR Stephen McGuire | GBR Stephen McGuire | 5                   |                     |                  |                  |  |  |            |            |            |  |
|  | SVK Martin Strehársky  | SVK Martin Strehársky  | GBR Stephen McGuire | GBR Stephen McGuire | 5                   | 1                   |                  |                  |  |  |            |            |            |  |
|  | SVK Martin Strehársky  | SVK Martin Strehársky  |                     |                     |                     |                     |                  |                  |  |  |            |            |            |  |
|  | GBR Stephen McGuire    | GBR Stephen McGuire    | 6                   |                     |                     |                     |                  |                  |  |  |            |            |            |  |

### Disputa do 5º-8º lugar
|  | Fase preliminar | Fase preliminar     | Fase preliminar |  |  | Disputa do 5º lugar | Disputa do 5º lugar | Disputa do 5º lugar |
|  |                 |                     |                 |  |  |                     |                     |                     |
|  |                 | HKG Yuk Wing Leung  | 3               |  |  |                     |                     |                     |
|  |                 | HKG Vivian Lau      | 2               |  |  |                     |                     |                     |
|  |                 |                     |                 |  |  |                     | HKG Yuk Wing Leung  | 6                   |
|  |                 |                     |                 |  |  |                     | CZE Radek Procházka | 2                   |
|  |                 | GBR Peter McGuire   | 4               |  |  |                     |                     |                     |
|  |                 | CZE Radek Procházka | 6               |  |  | Disputa do 7º lugar | Disputa do 7º lugar | Disputa do 7º lugar |
|  |                 |                     |                 |  |  |                     | HKG Vivian Lau      | 3*                  |
|  |                 |                     |                 |  |  |                     | GBR Peter McGuire   | 3                   |

### Fase final
|  | Semifinais | Semifinais            | Semifinais |  |  | Final               | Final                 | Final               |
|  |            |                       |            |  |  |                     |                       |                     |
|  |            | BRA Eliseu dos Santos | 2          |  |  |                     |                       |                     |
|  |            | BRA Dirceu Pinto      | 4          |  |  |                     |                       |                     |
|  |            |                       |            |  |  |                     | BRA Dirceu Pinto      | 3*                  |
|  |            |                       |            |  |  |                     | CHN Zheng Yuansen     | 3                   |
|  |            | CHN Zheng Yuansen     | 12         |  |  |                     |                       |                     |
|  |            | GBR Stephen McGuire   | 0          |  |  | Disputa pelo bronze | Disputa pelo bronze   | Disputa pelo bronze |
|  |            |                       |            |  |  |                     | BRA Eliseu dos Santos | 5                   |
|  |            |                       |            |  |  |                     | GBR Stephen McGuire   | 3                   |